# العلاج النفسي الديناميكي المكثف قصير الأمد
العلاج النفسي الديناميكي المُكثّف قصير الأمد (بالإنجليزية: Intensive short-term dynamic psychotherapy)‏ هو شكل من أشكال العلاج النفسي قصير الأمد والذي طُوّر من خلال البحث التجريبي المُسجّل بالفيديو الذي أجراه المحلّل النفسي حبيب دافانلو.
يكمن الهدف الأساسي من العلاج في مساعدة المريض على التغلب على المقاومة الداخلية لتجربة مشاعره الحقيقية عن الحاضر والماضي والتي تمّ كبتها إما لأنها مخيفة أو مؤلمة للغاية. تُعتبر هذه التقنية مُكثّفة إذ تهدف إلى مساعدة المريض على تجربة هذه المشاعر المكبوتة إلى أقصى درجة ممكنة؛ كما تُعتبر أيضًا  قصيرة الأمد من حيث أنها تحاول إنجاح هذه التجربة في أسرع وقت ممكن؛ كما أنها ديناميكية وذلك بسبب أنها ترتكز على العمل مع قوى اللاوعي ومشاعر الانتقال.
يأتي المرضى لتلقّي العلاج بسبب شدة الأعراض أو الصعوبات الشخصية. تشتمل الأعراض مشاكل نفسية تقليدية مثل القلق والاكتئاب، ولكنها تشتمل أيضًا أعراض جسدية دون سبب محدّد طبيًا، مثل الصداع وضيق التنفس والإسهال والوهن المفاجئ. ينسب نموذج ISTDP)) هذه الأعراض إلى حدوث مواقف قاسية تعمل على تحريض المشاعر المؤلمة أو المكبوتة إلى خارج الوعي. في الطب النفسي، تُصنّف هذه الظواهر باسم «اضطرابات جسدية الشكل» كما وردت في الدليل التشخيصي والإحصائي للاضطرابات النفسية.
طوّر العلاج النفسي نفسه خلال فترة الستينيات والتسعينيات من قبل حبيب دافانلو، وهو طبيب ومحلل نفسي من مونتريال. قام بتسجيل مقاطع فيديو للمرضى وشاهد التسجيلات هذه بتفاصيلها الدقيقة وذلك لتحديد أكبر قدر ممكن من التدخلات التي كان لها الفعالية الأكبر في التغلب على المقاومة، والتي اعتقد بأنها تعمل على إبقاء المشاعر المؤلمة أو المخيفة خارج الوعي ومنع التقارب بين الأشخاص.
درّس حبيب دوفانلو (ISTDP) في جامعة ماكجيل، إلى جانب جامعات أخرى وضمن أبحاث الدراسات العليا في جميع أنحاء العالم. يقدم معهد (ISTDP) مواد تدريبية على الإنترنت، بما في ذلك مقاطع الفيديو التمهيدية وتمارين بناء المهارات.

## أصوله والأساسات النظرية
في عام 1895، نشر جوزيف بروير وسيغموند فرويد كتابهما تحت عنوان «ستاديز أون هستيريا» والذي بحث في سلسلة من دراسات الحالة التي أظهر فيها المرضى أعراضًا عصبية جذرية، مثل المريضة «آنا أو» التي عانت من الصداع والشلل الجزئي وفقدان الإحساس واضطرابات بصرية . لم تتطابق هذه الأعراض مع الأنماط المعروفة للأمراض العصبية، وبالتالي لم يتمكن أطباء الأعصاب من معالجة الأعراض من الناحية التشريحية أو الفسيولوجية البحتة. كان التقدم الذي حققه بروير هو اكتشافه بأن التخفيف من الأعراض يمكن أن يحدث عن طريق تشجيع المرضى على التحدث بحريّة عن الجوانب العاطفية الصعبة في حياتهم. بدت هذه المشاعر التي كانت في السابق خارج الوعي، بأن تشكّل عاملًا علاجيًا. أصبح هذا العلاج يُعرف باسم التّفريغ، وتجربة المشاعر المؤلمة المكبوتة في السابق باسم التّنفيس.
اختبر فرويد تقنيات مختلفة للتعامل مع حقيقة أن المرضى بدوا، بشكل عام، مقاومين لمشاعرهم المؤلمة. وانتقل من التنويم المغناطيسي إلى تقنيات التداعي الحُرّ وتفسير المقاومة وتفسير الأحلام. مع كل خطوة بذلك، أصبحت فترة العلاج أطول. كان فرويد نفسه منفتحًا تمامًا حول احتمال وجود العديد من المرضى الذين لا يمكن للتحليل أن يساعدهم إلاّ بشكل بسيط أو لا يساعدهم أبدًا، ويناقش فرويد العوامل المُسببة في بحثه الصادر عام 1937 تحت عنوان «أناليسيز تيرمنيبل آند إنترمينيبل».
من الثلاثينيات وحتى الخمسينات من القرن العشرين، أجرى عدد من المحللين أبحاثًا حول طرق تقصير فترة العلاج دون التضحية بالفعالية العلاجية. وكان من بين هؤلاء ساندور فيرينزي وفرانز ألكساندر وبيتر سيفنوز وديفيد مالان وحبيب دافانلو. إحدى الاكتشافات الأولى كانت بأن المرضى الذين بدت عليهم الاستفادة من العلاج هم أولئك الذين يمكنهم الانجذاب بسرعة، يمكنهم وصف بؤرة علاجية محددة، ويمكنهم الانتقال بسرعة لتجربة مشاعرهم السابقة. كما أنهم يمثلون أولئك المرضى الذين كانوا أكثر صحة للبدء معهم، وبالتالي كانوا أقل حاجة إلى العلاج. كشفت الأبحاث السريرية أن هؤلاء «ذوي الاستجابة السريعة» كانوا قادرين على التعافي بسرعة بواسطة العلاج وذلك لأن شعورهم بالصدمة كان أقل، وبناءّ على هذا كان لديهم العبء الأخفّ بالنسبة لمشاعرهم المكبوتة، وبالتالي كانوا أقل مقاومة لتجربة المشاعر المرتبطة بالصدمة. ومع ذلك، لم يُمثّل هؤلاء سوى أقلية صغيرة ممن يرتادون عيادات الطب النفسي؛ ظلّت الغالبية العظمى، التي من الصعب الوصول إلى ما بداخلها، تحتاج استخدام التقنيات المطورة حديثًا.
بدأ عدد من أطباء النفس توجيه أبحاثهم النفسية نحو طرق التغلب على المقاومة. عمّم الطبيب ديفيد مالان نموذج المقاومة، المعروف باسم مثلث الصراع، والذي اقترحه هنري إزرييل لأول مرة. في الجزء السفلي من المثلث، توجد مشاعر المريض الحقيقية المدفوعة، خارج الإدراك الواعي. عندما ترتفع هذه المشاعر إلى حد ما وتهدد بالاقتراب من الإدراك الواعي، فإنها تُحرّض القلق. يعالج المريض شعوره بالقلق من خلال تنبيه الدفاعات، ما يقلل من القلق عن طريق نقل المشاعر مرة أخرى إلى اللاوعي.
تنشأ المشاعر في أسفل مثلث مالان من ذكريات ماضي المريض، ويوضّح مثلث مالان الثاني، مثلث الأشخاص، والذي اقترحه مينينجر في الأصل، بأن المشاعر القديمة المتوالدة عن الماضي تنبثق في العلاقات الحالية وتُحرّض أيضًا في العلاقة مع المعالج النفسي. طّرِحَ السؤال المُتعلّق بكيفية ظهور أنماط غير قادرة على التّكيُّف مع السلوك الشخصي، من تجارب الطفولة المبكرة في العائلة الأصل ضمن نظرية التحليل النفسي. جاء الدعم التجريبي المُستقل من حقل بولبي الناشئ حديثًا وهو نظرية التعلّق.

### بولبي وصدمة التعلّق
اهتّم جون بولبي، وهو طبيب ومحلل نفسي بريطاني، بالتأثير الصادر عن طفل خاض تجارب سلبية فيما يتعلق بأشكال تعلّقه الأساسية (عادةً ما تكون الأم، ولكن غالبًا ما يكون الأب وأشخاص آخرون) في حياته المبكرة. وانتهى إلى أنه بالمعارضة مع العقيدة التحليلية لهذا اليوم، فإن تجربة الطفولة كانت ذات أهمية أكبر بكثير من الخيال اللاواعي. أوضح أيضًا طبيعة التعلّق، وهو نظام من السلوكيات التي يُظهرها الإنسان ورُضَّع الثدييات الأخرى وهي طبيعة فطرية هدفها القرب المادي من الأم. على سبيل المثال، يبكي الطفل بصوت عالٍ احتجاجًا عندما يُؤخذ من بين ذراعي والدته، ولا يهدأ سوى عندما يعود إليها. لاحظ بولبي أن نظام التعلق الفطري يُحرّض من خلال فقدان القرب من الأم، وأن الصدمة طويلة الأمد عند الطفل يمكن أن تنجم عن انقطاع ذلك التعلق. وشملت العواقب طويلة الأمد زيادة الميل نحو التعرّض لاضطرابات نفسية وضعف وظيفة العلاقة وانخفاض شعور الرضا عن الحياة.
أجرى بولبي العديد من الدراسات ولاحظ وجود ارتباطات قوية بين ظروف الحياة المبكرة السلبية -في المقام الأول عدم وجود علاقة رعاية ثابتة مع الأم- بكونها مصدرًا للعديد من الصعوبات، بما في ذلك الاكتئاب المتواصل والقلق والانحراف في مرحلة البلوغ. أدّت صدمة الطفولة الناجمة عن علاقة التعلق، والتي تكون عادةً من خلال الانفصال أو فقدان الأم أو الأم البديلة، إلى صعوبات بالغة. منذ نظير بولبي، أثبتت آثار الصدمة على تطور الشخص امتلاكها تأثيرًا ضارًا وكبيرًا على الأداء النفسي للبالغين.